# Pavia di Udine
Pavia di Udine (friülà Pavie) és un municipi italià, dins de la província d'Udine. L'any 2007 tenia 5.572 habitants. Limita amb els municipis de Bicinicco, Buttrio, Manzano, Mortegliano, Pozzuolo del Friuli, Pradamano, Santa Maria la Longa, Trivignano Udinese i Udine

## Administració
| Període | Identitat     | Partit        |
| ------- | ------------- | ------------- |
| 2004-   | Mauro Di Bert | Llista cívica |